# Sântana
Sântana (pronunciació en romanès: [sɨnˈtana] ; alemany: Neusanktanna; en hongarès: Újszentanna) és una ciutat del nord-oest de Romania, al comtat d'Arad. Declarada ciutat el 2003, administra un poble, Caporal Alexa (Erdőskerek).

## Geografia
La ciutat està situada a la part nord de l'altiplà d'Arad, a uns 29 km de distància de la seu del comtat, Arad. La travessen les carreteres comarcals DJ791 i DJ792C.

## Població
Segons el cens del 2011, la població del municipi té 10725 habitants. Des del punt de vista ètnic, té la següent estructura: el 84,89% són romanesos, el 9,57% gitanos, el 3,14% alemanys, el 2,07% hongaresos i el 0,4% són d'altres nacionalitats o no declarades. El 79,6% són ortodoxos romanesos, l'11,5% pentecostal, el 5,5% catòlic i l'1,2% baptista.

## Història
El primer registre documental de la localitat amb el nom de Sântana es remunta a l'any 1828. L'assentament és el resultat del desenvolupament continu de Comlăuș, una localitat esmentada ja el 1334. Caporal Alexa va ser esmentada el 1334 quan es deia Kerecton. Fins al 1926 es deia Cherechiu, que encara és el seu nom col·loquial.

## Fills il·lustres
- Ștefan Augustin Doinaș
- Adrian Drida
- Oskar Kaufmann

## Economia
Tot i que l'economia de la ciutat és predominant a l'agricultura, els sectors econòmic secundari i terciari també s'han desenvolupat recentment. Sântana és un important centre de vinyes.

## Turisme
Ser un nus important de carreteres i ferrocarrils s'utilitza també per a la promoció i millora del turisme. L'arquitectura específica, els monuments històrics i arquitectònics com l'edifici del "Convictului", la casa copisteria i les fortificacions anomenades "Cetatea veche" són només alguns dels llocs d'interès turístic de la localitat que sovint tenen visitants.

## Referències

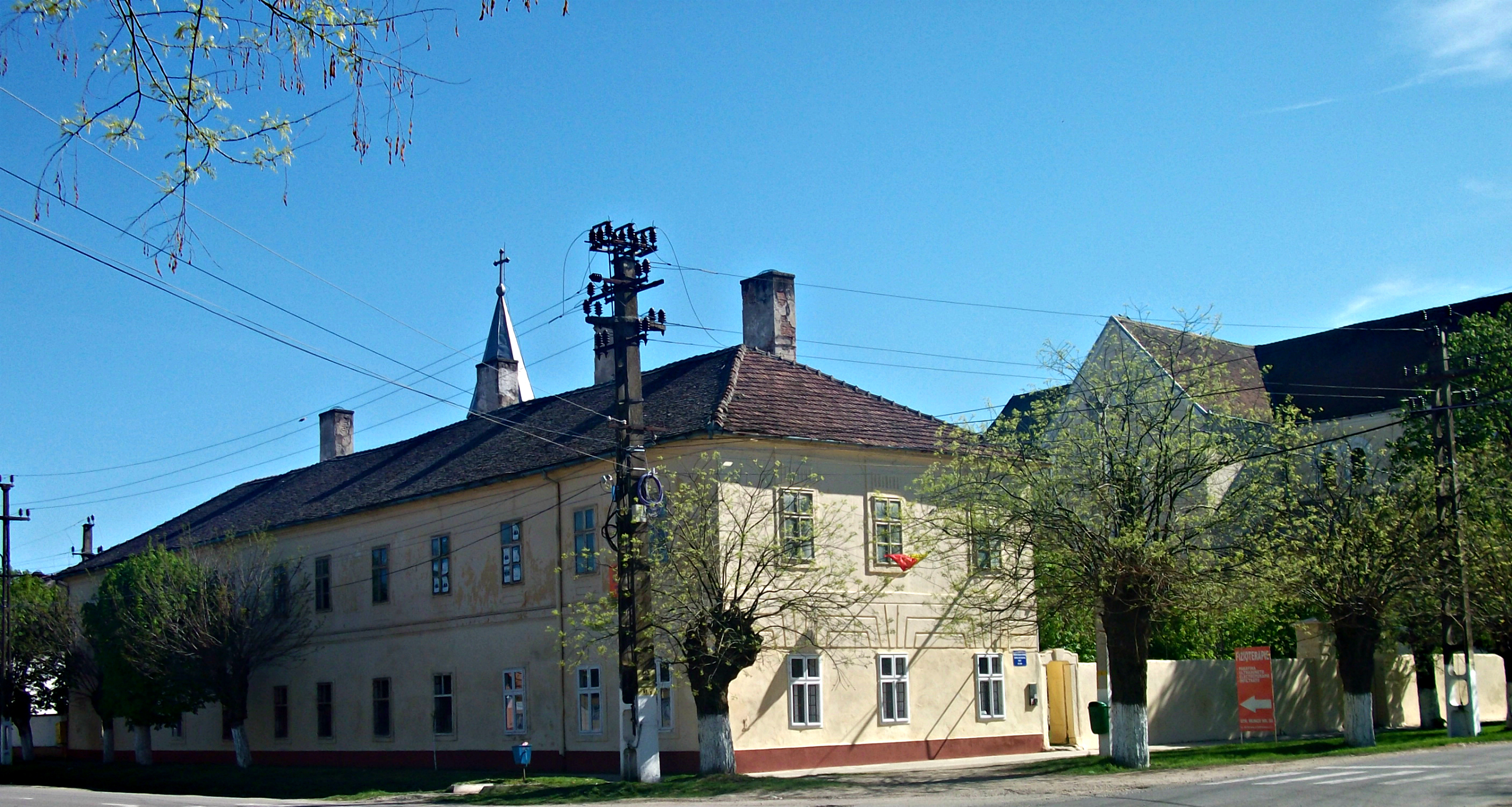
Urbarialhaus, 1749

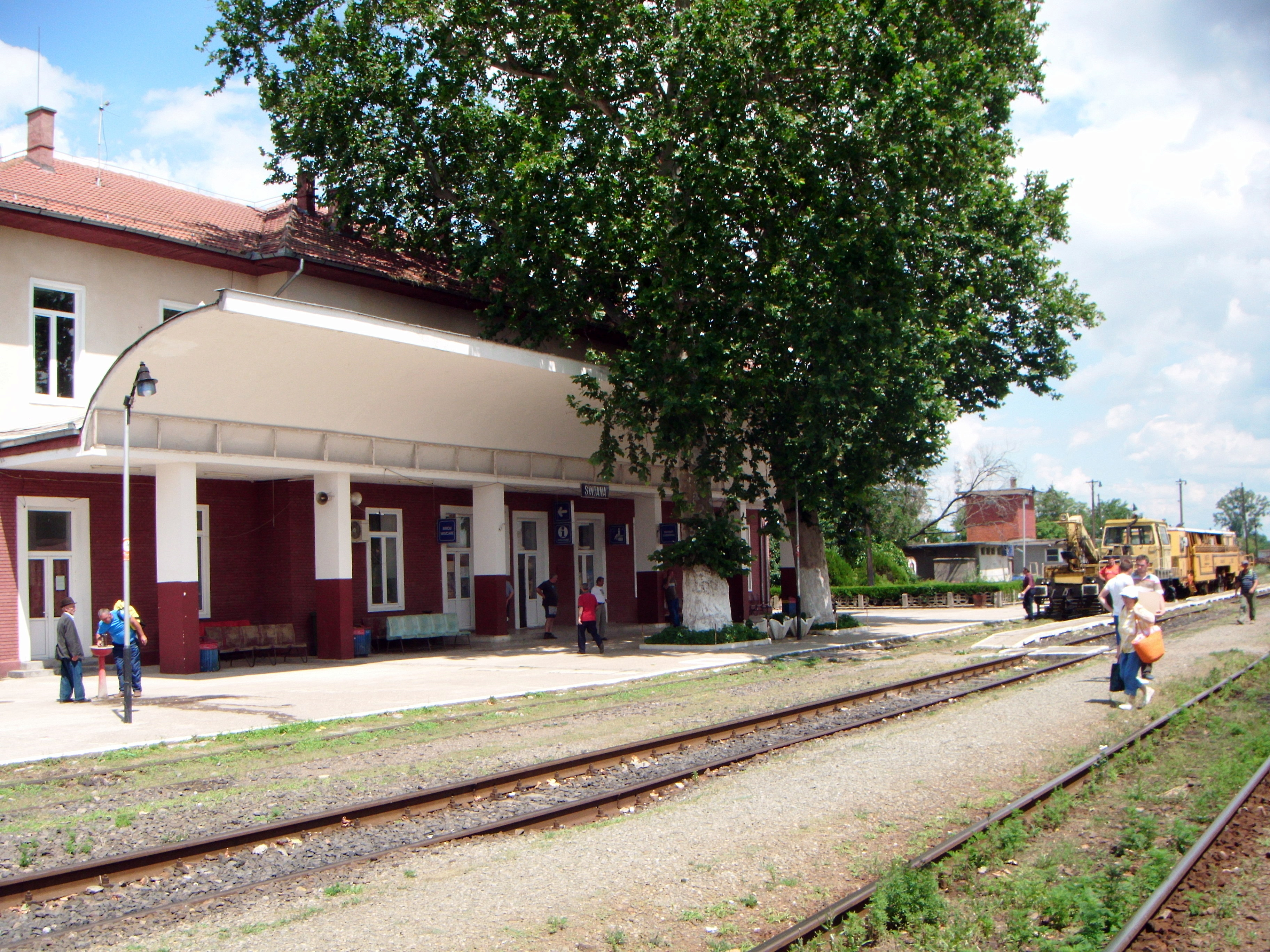
Estació de tren de Sântana